# Лужичке горе
Лужичке горе (чеш. Lužické hory) су ниски планински ланац у Европи, на граници Немачке и Чешке (близу Пољске), источно од реке Елбе. Западно од реке Елбе су Рудне горе. Лужичке горе представљају продужетак Судетских планина у Чешкој. Део југоисточне Немачке око ових планина се назива Лужица. 
Највиши врх је Луж (чеш. Luž) са 793 метра. Са обе стране границе, Лужичке горе су заштићени парк природе. 